# Sola fide
Sola fide (з латини — «тільки вірою») — християнська теологічна доктрина, одна з головних стовпів Реформації, яка говорить, що спасіння людей відбувається «тільки вірою» незалежно від закону. Принцип сформований у зв'язку з критикою католицької практики індульгенцій, згідно з яким спасіння може отримати від суперерогації заслуг святих.
В Ауґзбурзькому віросповіданні лютеранської церкви принципу Sola fide присвячено 4 артикул («Про виправдання»), а в 6 артикулі авторство віроповчальної формули приписано Амвросію Медіоланському. В Шмалькальдських статтях принцип «Sola fide» названий найголовнішим артикулом про спокуту «одна віра виправдовує нас» (Ч.2:1)